# Mark Dittgen
Mark Dittgen – noto anche come Marco Dittgen – (19 agosto 1974) è un ex calciatore tedesco, di ruolo attaccante.

## Carriera
Il Palermo lo acquistò dal San Gallo, e uno dei pochi gol che realizzò fu nel derby contro l'Atletico Catania nel ritorno di Coppa Italia di Serie C 1997-1998 per l'1-0 finale, che valse il passaggio del turno per i rosanero.
Ma il suo trasferimento in Sicilia causò più danni che benefici: La FIFA arrivò a multare il Palermo negandogli di tesserare calciatori da campionati esteri per due anni, perché il l'allora presidente Giovanni Ferrara non pagò il debito con il San Gallo che ammontava a 800 milioni di lire. Alla presidenza subentrò poi Franco Sensi, che per aggirare il blocco della FIFA tesserava i giocatori per la Roma (di cui era anche presidente) e li girava al Palermo. Fu solo con l'avvento di Maurizio Zamparini che il debito fu sanato.
A causa di un infortunio domestico mentre faceva giardinaggio (la spina di una rosa gli si conficcò nell'occhio destro), finì la stagione in tribuna.

## Palmarès

### Club

#### Competizioni nazionali
- Supercoppa di Germania: 1

Kaiserslautern: 1991